# Astragalus lamondiae
Astragalus lamondiae är en ärtväxtart som beskrevs av I.Deml. Astragalus lamondiae ingår i släktet vedlar, och familjen ärtväxter. Inga underarter finns listade i Catalogue of Life.